# Eva Burgeff
Eva Burgeff, geb. Kerckhoff (* 1920 in Brilon; † 1999 in Borken, Westfalen) war eine deutsche Metallbildhauerin. Sie lebte und arbeitete in Köln.

## Leben und Werk
Nach dem Abitur 1939 in Soest erlernte sie 1940 das Bildhauerhandwerk (Holzschnitzen, Steinhauen, Modellieren, Zeichnen) im Atelier des Bildhauers Walter Mellmann in Osnabrück. Als Mellmann im Zweiten Weltkrieg eingezogen wurde, arbeitete sie zunächst weiter in seinem Atelier.
1943 musste sie ihre Berufsausbildung durch Kriegsdienst im Lazarett und in einer Arztpraxis unterbrechen. 1946 nahm sie ihre Ausbildung in der Werkstatt von Mellmann wieder auf und war zeitweise auch in der Keramikwerkstatt ihrer Schwester Ruth Landmann in Osnabrück tätig.
1948 begann sie das Studium an den Kölner Werkschulen in der Klasse von Joseph Jaekel. Zu ihren speziellen Interessensgebieten gehörten das Treiben in Kupfer und Silber. Sie belegte u. a. Kurse in Schrift und Grafik bei Walter Greinig, beschäftigte sich mit den Kunstformen von Wilhelm Teuwen und Ludwig Gies.
1955 wurde sie Meisterschülerin von Joseph Jaekel.
Ab 1956 war sie als freischaffende Metallbildhauerin in Köln tätig.
Mit Hans Karl Burgeff, den sie an den Kölner Werkschulen kennen gelernt hatte, war sie ab 1956 verheiratet. 1960 trennten sich ihre Wege wieder.
Neben ihrer künstlerischen Tätigkeit engagierte sie sich ab 1970 in der Pfarrei St. Peter (Köln), die von P. Alois Schuh SJ geleitet wurde.
Die Arbeiten von Eva Burgeff sind überwiegend im Bereich der sakralen Kunst zu finden, u. a. in Kirchen von Gottfried Böhm. Neben  größeren Treibarbeiten, wie Tabernakelumkleidungen, Wandkreuzen und Osterleuchtern, führte sie auch kleinere Treibarbeiten aus, Gefäße in Kupfer und Silber, Arbeiten in Keramik und graphische Arbeiten.
Eva Burgeff starb nach längerer Krankheit in Borken.

## Werke (Auswahl)
- 1948:		Keramische Erinnerungsplaketten mit 3 verschiedenen Motiven zum 300. Jahrestag des Westf. Friedens in Osnabrück.
- 1952–53: 	Tabernakelumkleidung und der Deckel des Taufbeckens in der Kirche St. Marien in Bremerhaven-Mitte.
- 1953–54: 	Tabernakelumkleidung in der Kirche St. Mariä Himmelfahrt (Hückeswagen).
- 1955:          Tabernakelummantelung in der Kirche St. Paulus in Velbert (Architekt: Gottfried Böhm)
- 1957: 	Tabernakelumkleidung Die himmlische Stadt in der Kirche St. Marien in Oldenburg.
- 1958: 	Tabernakelumkleidung in der neu errichteten Generalatskirche der Missionare der Hl. Familie in Rom.
- 1958:		Tabernakelumkleidung und Taufstein in der Kirche Zur Heiligen Familie (Köln)-Sülz (Waisenhauskirche).
- 1961:		Madonna in der Kapelle des Marien-Hospitals in Marl.
- um 1962:      Tabernakeltür in der Kapelle des Kinderkrankenhauses, Amsterdamer Straße in Köln
- 1962:		Tabernakel in der Kapelle des Klarissenklosters St. Klara in Senden.
- 1963: 	Wandkreuz und Osterleuchter in der Kapelle des Klarissenklosters St. Klara in Senden.
- 1963–64:	Tabernakelumkleidung in der Kirche St. Cäcilia (Düsseldorf-Benrath).
- 1965:	        Sakramentssäule in der Kirche St. Anna in Wipperfürth-Hämmern.
- 1968:         Tabernakeltür in der Kirche St. Johannes der Täufer (Universitätskirche) in Köln-Lindenthal.
- 1967:		Sakramentssäule, Tabernakeltür und Leuchter in der Kirche St. Fronleichnam in Köln-Porz
- 1974:	        Tabernakelschrein in der Kirche St. Peter (Köln).
- 1977:		Plakette „St. Peter“ für die Edition „Kölner Kirchen-Plaketten“, Hrsg.Deutsche Medaillengesellschaft e.V.